# Seløy
Seløy est une localité du comté de Nordland, en Norvège.

## Géographie
Administrativement, Seløy fait partie de la kommune de Herøy.